# Amerila brunnea
Amerila brunnea är en fjärilsart som beskrevs av George Francis Hampson 1901. Amerila brunnea ingår i släktet Amerila och familjen björnspinnare. Inga underarter finns listade i Catalogue of Life.